# George Giffard
El general Sir George James Giffard (27 de septiembre de 1886 - 17 de noviembre de 1964) fue un oficial militar británico que tuvo una distinguida carrera al mando de las tropas africanas en la Primera Guerra Mundial, llegando a comandar un Grupo de Ejércitos en el Sudeste Asiático en la Segunda Guerra Mundial.